# ISSF World Cup 2019
Der ISSF World Cup 2019, bestehend aus zehn World Cups, war vom 20. Februar bis 23. November 2019 in neun Städten für die Disziplinen Gewehr, Pistole und laufende Scheibe geplant gewesen.
Zum ersten Mal wurde ein ISSF World Cup in den Vereinigten Arabischen Emiraten abgehalten. Der Wettkampf fand im Februar 2019 in der Stadt Al Ain in der Disziplin Flinte statt. Über 600 Athletinnen und Athleten reisten zu der Premiere an. Im Oktober desselben Jahres fand erneut in Al Ain das World Cup Finale für die Disziplin Flinte statt.

## Austragungsorte und zeitlicher Ablauf
| Nr. | Datum           | Ort            | Disziplin                       | Austragungsort                            |
| --- | --------------- | -------------- | ------------------------------- | ----------------------------------------- |
| 1   | 20.2. – 28.2.   | Neu Delhi      | Gewehr/Pistole                  | Dr Karni Singh Shooting Range             |
| 2   | 15.3. – 26.3.   | Acapulco       | Flinte                          |                                           |
| 3   | 5.4. – 14.4.    | Al Ain         | Flinte                          | Al Ain Equestrian, Shooting and Golf Club |
| 4   | 21.4. – 29.4.   | Peking         | Gewehr/Pistole                  |                                           |
| 5   | 7.5. – 18.5.    | Changwon       | Flinte                          | Changwon International Shooting Range     |
| 7   | 24.5. – 31.5.   | München        | Gewehr/Pistole                  | Olympia-Schießanlage Garching-Hochbrück   |
| 6   | 13.8. – 23.8.   | Lahti          | Flinte                          |                                           |
| 8   | 26.8. – 3.9.    | Rio de Janeiro | Gewehr/Pistole                  | Centro Militar de Tiro Esportivo          |
| 9   | 8.10. – 15.10.  | Al Ain         | World Cup Finale Flinte         | Al Ain Equestrian, Shooting and Golf Club |
| 10  | 17.11. – 23.11. | Putian         | World Cup Finale Gewehr/Pistole |                                           |

## Ergebnisse

### Gewehr

#### Männer
| 10 m Luftgewehr | 10 m Luftgewehr | 10 m Luftgewehr       | 10 m Luftgewehr       | 10 m Luftgewehr   |
| Nr.             | Wettbewerb      | Gold                  | Silber                | Bronze            |
| --------------- | --------------- | --------------------- | --------------------- | ----------------- |
| 1               | Neu Delhi       | Sergei Kamenski       | Liu Yukun             | Hui Zicheng       |
| 2               | Peking          | Hui Zicheng           | Divyansh Singh Panwar | Grigorii Shamakov |
| 3               | München         | Filip Nepejchal       | Petar Gorša           | Yu Haonan         |
| 4               | Rio de Janeiro  | Yu Haonan             | Petar Gorša           | Patrik Jány       |
| 5               | Putian          | Divyansh Singh Panwar | István Péni           | Patrik Jány       |

| 50 m Kleinkaliber Dreistellungskampf | 50 m Kleinkaliber Dreistellungskampf | 50 m Kleinkaliber Dreistellungskampf | 50 m Kleinkaliber Dreistellungskampf | 50 m Kleinkaliber Dreistellungskampf |
| Nr.                                  | Wettbewerb                           | Gold                                 | Silber                               | Bronze                               |
| ------------------------------------ | ------------------------------------ | ------------------------------------ | ------------------------------------ | ------------------------------------ |
| 1                                    | Neu Delhi                            | István Péni                          | Sergei Kamenski                      | Marco De Nicolo                      |
| 2                                    | Peking                               | Filip Nepejchal                      | Sergei Kamenski                      | Zhao Zhonghao                        |
| 3                                    | München                              | Zhao Zhonghao                        | Kim Jong-hyun                        | Hui Zicheng                          |
| 4                                    | Rio de Janeiro                       | Petar Gorša                          | Sanjeev Rajput                       | Zhang Changhong                      |
| 5                                    | Putian                               | Filip Nepejchal                      | Milenko Sebić                        | Sergei Kamenski                      |

#### Frauen
| 10 m Luftgewehr | 10 m Luftgewehr | 10 m Luftgewehr    | 10 m Luftgewehr  | 10 m Luftgewehr      |
| Nr.             | Wettbewerb      | Gold               | Silber           | Bronze               |
| --------------- | --------------- | ------------------ | ---------------- | -------------------- |
| 1               | Neu Delhi       | Apurvi Chandela    | Zhao Ruozhu      | Xu Hong              |
| 2               | Peking          | Julija Karimowa    | Kwon Eun-ji      | Keum Ji-hyeon        |
| 3               | München         | Apurvi Chandela    | Wang Luyao       | Xu Hong              |
| 4               | Rio de Janeiro  | Elavenil Valarivan | Seonaid McIntosh | Lin Ying-shin        |
| 5               | Putian          | Elavenil Valarivan | Lin Ying-shin    | Laura-Georgeta Coman |

| 50 m Kleinkaliber Dreistellungskampf | 50 m Kleinkaliber Dreistellungskampf | 50 m Kleinkaliber Dreistellungskampf | 50 m Kleinkaliber Dreistellungskampf | 50 m Kleinkaliber Dreistellungskampf |
| Nr.                                  | Wettbewerb                           | Gold                                 | Silber                               | Bronze                               |
| ------------------------------------ | ------------------------------------ | ------------------------------------ | ------------------------------------ | ------------------------------------ |
| 1                                    | Neu Delhi                            | Nina Christen                        | Shi Mengyao                          | Yelizaveta Korol                     |
| 2                                    | Peking                               | Snježana Pejčić                      | Bae Sang-hee                         | Jeanette Hegg Duestad                |
| 3                                    | München                              | Julija Sykowa                        | Seonaid McIntosh                     | Katrine Lund                         |
| 4                                    | Rio de Janeiro                       | Seonaid McIntosh                     | Kim Je-hee                           | Pei Ruijiao                          |
| 5                                    | Putian                               | Seonaid McIntosh                     | Pei Ruijiao                          | Nina Christen                        |

#### Mixed
| 10 m Luftgewehr | 10 m Luftgewehr | 10 m Luftgewehr                       | 10 m Luftgewehr                             | 10 m Luftgewehr                     |
| Nr.             | Wettbewerb      | Gold                                  | Silber                                      | Bronze                              |
| --------------- | --------------- | ------------------------------------- | ------------------------------------------- | ----------------------------------- |
| 1               | Neu Delhi       | Zhao Ruozhu Liu Yukun                 | Laura-Georgeta Coman Alin George Moldoveanu | Keum Ji-hyeon Choo Byoung-gil       |
| 2               | Peking          | Divyansh Singh Panwar Anjum Moudgil   | Yang Haoran Ruxuan Liu                      | Grigorii Shamakov Julija Karimowa   |
| 3               | München         | Divyansh Singh Panwar Anjum Moudgil   | Apurvi Chandela Deepak Kumar                | Maryja Martynawa Illia Charheika    |
| 4               | Rio de Janeiro  | Apurvi Chandela Deepak Kumar          | Yu Haonan Yang Qian                         | Divyansh Singh Panwar Anjum Moudgil |
| 5               | Putian          | Divyansh Singh Panwar Snjezana Pejcic | Apurvi Chandela/ Zhang Changhong            | Seonaid McIntosh Yu Haonan          |

### Pistole

#### Männer
| 10 m Luftpistole | 10 m Luftpistole | 10 m Luftpistole  | 10 m Luftpistole     | 10 m Luftpistole     |
| Nr.              | Wettbewerb       | Gold              | Silber               | Bronze               |
| ---------------- | ---------------- | ----------------- | -------------------- | -------------------- |
| 1                | Neu Delhi        | Saurabh Chaudhary | Damir Mikec          | Pang Wei             |
| 2                | Peking           | Abhishek Verma    | Artjom Tschernoussow | Han Seung-woo        |
| 3                | München          | Saurabh Chaudhary | Artjom Tschernoussow | Pang Wei             |
| 4                | Rio de Janeiro   | Abhishek Verma    | İsmail Keleş         | Saurabh Chaudhary    |
| 5                | Putian           | Pang Wei          | Park Dae-hun         | Artjom Tschernoussow |

| 25 m Schnellfeuerpistole | 25 m Schnellfeuerpistole | 25 m Schnellfeuerpistole | 25 m Schnellfeuerpistole | 25 m Schnellfeuerpistole |
| Nr.                      | Wettbewerb               | Gold                     | Silber                   | Bronze                   |
| ------------------------ | ------------------------ | ------------------------ | ------------------------ | ------------------------ |
| 1                        | Neu Delhi                | Christian Reitz          | Lin Junmin               | Kim Jun-hong             |
| 2                        | Peking                   | Lin Junmin               | Oliver Geis              | Jean Quiquampoix         |
| 3                        | München                  | Lin Junmin               | Clément Bessaguet        | Jean Quiquampoix         |
| 4                        | Rio de Janeiro           | Christian Reitz          | Oliver Geis              | Li Yuehong               |
| 5                        | Putian                   | Clément Bessaguet        | Christian Reitz          | Jean Quiquampoix         |

#### Frauen
| 10 m Luftpistole | 10 m Luftpistole | 10 m Luftpistole        | 10 m Luftpistole       | 10 m Luftpistole    |
| Nr.              | Wettbewerb       | Gold                    | Silber                 | Bronze              |
| ---------------- | ---------------- | ----------------------- | ---------------------- | ------------------- |
| 1                | Neu Delhi        | Veronika Major          | Wu Chia-ying           | Kim Bo-mi           |
| 2                | Peking           | Kim Min-jung            | Witalina Bazaraschkina | Veronika Major      |
| 3                | München          | Anna Korakaki           | Qian Wei               | Kim Min-jung        |
| 4                | Rio de Janeiro   | Yashaswini Singh Deswal | Olena Kostevych        | Jasmina Milovanović |
| 5                | Putian           | Manu Bhaker             | Zorana Arunović        | Wang Qian           |

| 25 m Schnellfeuerpistole | 25 m Schnellfeuerpistole | 25 m Schnellfeuerpistole | 25 m Schnellfeuerpistole | 25 m Schnellfeuerpistole |
| Nr.                      | Wettbewerb               | Gold                     | Silber                   | Bronze                   |
| ------------------------ | ------------------------ | ------------------------ | ------------------------ | ------------------------ |
| 1                        | Neu Delhi                | Veronika Major           | Zhang Jingjing           | Hanieh Rostamian         |
| 2                        | Peking                   | Maria Grozdeva           | Veronika Major           | Anna Korakaki            |
| 3                        | München                  | Rahi Sarnobat            | Olena Kostevych          | Antoaneta Boneva         |
| 4                        | Rio de Janeiro           | Veronika Major           | Xiong Yaxuan             | Tien Chia-chen           |
| 5                        | Putian                   | Zhang Jingjing           | Kim Min-jung             | Monika Karsch            |

#### Mixed
| 10 m Luftpistole | 10 m Luftpistole | 10 m Luftpistole                 | 10 m Luftpistole                       | 10 m Luftpistole                            |
| Nr.              | Wettbewerb       | Gold                             | Silber                                 | Bronze                                      |
| ---------------- | ---------------- | -------------------------------- | -------------------------------------- | ------------------------------------------- |
| 1                | Neu Delhi        | Manu Bhaker Saurabh Chaudhary    | Jiang Ranxin Bowen Zhang               | Kim Min-jung Park Dae-hun                   |
| 2                | Peking           | Manu Bhaker Saurabh Chaudhary    | Pang Wei Jiang Ranxin                  | Witalina Bazaraschkina Artjom Tschernoussow |
| 3                | München          | Manu Bhaker Saurabh Chaudhary    | Olena Kostevych Oleh Omelchuk          | Wang Qian Yi meng yang                      |
| 4                | Rio de Janeiro   | Manu Bhaker Saurabh Chaudhary    | Abhishek Verma Yashaswini Singh Deswal | Pang Wei Jiang Ranxin                       |
| 5                | Putian           | Manu Bhaker Artjom Tschernoussow | Anna Korakaki Saurabh Chaudhary        | Zorana Arunović Shahzar Rizvi               |

### Flinte

#### Männer
| Trap | Trap       | Trap              | Trap                  | Trap              |
| Nr.  | Wettbewerb | Gold              | Silber                | Bronze            |
| ---- | ---------- | ----------------- | --------------------- | ----------------- |
| 1    | Acapulco   | James Willett     | Ahmed Zaher           | Yu Haicheng       |
| 2    | Al Ain     | Josip Glasnović   | Savate Sresthaporn    | Paul Pigorsch     |
| 3    | Changwon   | Andreas Makri     | Matthew Coward-Holley | James Willett     |
| 4    | Lahti      | Alexei Alipow     | João Azevedo          | Mauro De Filippis |
| 5    | Al Ain     | Mauro De Filippis | Alexei Alipow         | Alberto Fernández |

| Skeet | Skeet      | Skeet              | Skeet             | Skeet              |
| Nr.   | Wettbewerb | Gold               | Silber            | Bronze             |
| ----- | ---------- | ------------------ | ----------------- | ------------------ |
| 1     | Acapulco   | Vincent Hancock    | Gabriele Rossetti | Jakub Tomeček      |
| 2     | Al Ain     | Mansour Al-Rashedi | Jesper Hansen     | Luke Argiro        |
| 3     | Changwon   | Vincent Hancock    | Christian Elliott | Mansour Al-Rashedi |
| 4     | Lahti      | Luigi Lodde        | Éric Delaunay     | Azmy Mehelba       |
| 5     | Al Ain     | Luigi Lodde        | Vincent Hancock   | Azmy Mehelba       |

#### Frauen
| Trap | Trap       | Trap             | Trap                | Trap             |
| Nr.  | Wettbewerb | Gold             | Silber              | Bronze           |
| ---- | ---------- | ---------------- | ------------------- | ---------------- |
| 1    | Acapulco   | Jessica Rossi    | Laetisha Scanlan    | Deng Weiyun      |
| 2    | Al Ain     | Carole Cormenier | Kirsty Barr         | Silvana Stanco   |
| 3    | Changwon   | Deng Weiyun      | Wang Xiaojing       | Ashley Carroll   |
| 4    | Lahti      | Penny Smith      | Satu Mäkelä-Nummela | Laetisha Scanlan |
| 5    | Al Ain     | Aeriel Skinner   | Laetisha Scanlan    | Alessia Iezzi    |

| Skeet | Skeet      | Skeet          | Skeet              | Skeet             |
| Nr.   | Wettbewerb | Gold           | Silber             | Bronze            |
| ----- | ---------- | -------------- | ------------------ | ----------------- |
| 1     | Acapulco   | Kimberly Rhode | Chloe Tipple       | Zhang Donglian    |
| 2     | Al Ain     | Kimberly Rhode | Francisca Crovetto | Andri Eleftheriou |
| 3     | Changwon   | Kimberly Rhode | Diana Bacosi       | Chiara Cainero    |
| 4     | Lahti      | Wei Meng       | Caitlin Connor     | Amber English     |
| 5     | Al Ain     | Wei Meng       | Amber Hill         | Amber English     |

#### Mixed
| Trap | Trap       | Trap                                | Trap                          | Trap                              |
| Nr.  | Wettbewerb | Gold                                | Silber                        | Bronze                            |
| ---- | ---------- | ----------------------------------- | ----------------------------- | --------------------------------- |
| 1    | Acapulco   | Laetisha Scanlan James Willett      | Kayle Browning Brian Burrows  | Kirsty Barr Matthew Coward-Holley |
| 2    | Al Ain     | Katrin Quooss Paul Pigorsch         | Ashley Carroll Waltor Ellen   | Silvana Stanco Giovanni Pellielo  |
| 3    | Changwon   | Silvana Stanco Daniele Resca        | Ashley Carroll Derek Haldeman | Lin Yi-chun Yang Kun-pi           |
| 4    | Lahti      | Alessandra Perilli Gian Marco Berti | Selin Ali Marin Kirilov       | Silvana Stanco Giovanni Pellielo  |
| 5    | Al Ain     | Nicht ausgetragen                   | Nicht ausgetragen             | Nicht ausgetragen                 |

## Medaillenspiegel
| Platz  | Land                   | Gold | Silber | Bronze | Gesamt |
| ------ | ---------------------- | ---- | ------ | ------ | ------ |
| 01     | Indien                 | 21   | 6      | 3      | 30     |
| 02     | Volksrepublik China    | 11   | 15     | 18     | 44     |
| 03     | Vereinigte Staaten     | 6    | 6      | 3      | 15     |
| 04     | Russland               | 5    | 6      | 5      | 16     |
| 05     | Italien                | 5    | 2      | 7      | 14     |
| 06     | Ungarn                 | 4    | 2      | 1      | 7      |
| 07     | Kroatien               | 4    | 2      | —      | 6      |
| 08     | Deutschland            | 3    | 3      | 2      | 8      |
| 09     | Australien             | 3    | 2      | 4      | 9      |
| 10     | Tschechien             | 3    | —      | 1      | 4      |
| 11     | Vereinigtes Königreich | 2    | 5      | 2      | 9      |
| 12     | Frankreich             | 2    | 2      | 2      | 6      |
| 13     | Südkorea               | 1    | 6      | 7      | 14     |
| 14     | Bulgarien              | 1    | 1      | 1      | 3      |
| 14     | Griechenland           | 1    | 1      | 1      | 3      |
| 16     | Zypern                 | 1    | —      | 1      | 2      |
| 16     | Kuwait                 | 1    | —      | 1      | 2      |
| 16     | Schweiz                | 1    | —      | 1      | 2      |
| 19     | San Marino             | 1    | —      | —      | 1      |
| 20     | Serbien                | —    | 3      | 2      | 5      |
| 21     | Ukraine                | —    | 3      | —      | 3      |
| 22     | Taiwan                 | —    | 2      | 3      | 5      |
| 23     | Ägypten                | —    | 1      | 2      | 3      |
| 24     | Rumänien               | —    | 1      | 1      | 2      |
| 25     | Chile                  | —    | 1      | —      | 1      |
| 25     | Dänemark               | —    | 1      | —      | 1      |
| 25     | Finnland               | —    | 1      | —      | 1      |
| 25     | Neuseeland             | —    | 1      | —      | 1      |
| 25     | Portugal               | —    | 1      | —      | 1      |
| 25     | Thailand               | —    | 1      | —      | 1      |
| 25     | Türkei                 | —    | 1      | —      | 1      |
| 32     | Norwegen               | —    | —      | 2      | 2      |
| 32     | Slowakei               | —    | —      | 2      | 2      |
| 34     | Belarus                | —    | —      | 1      | 1      |
| 34     | Iran                   | —    | —      | 1      | 1      |
| 34     | Kasachstan             | —    | —      | 1      | 1      |
| 34     | Spanien                | —    | —      | 1      | 1      |
| Gesamt | Gesamt                 | 76   | 76     | 76     | 228    |